# Kivineva-Karhukangas
Kivineva-Karhukangas este o arie protejată (arie specială de conservare — SAC, sit de importanță comunitară — SCI) din Finlanda întinsă pe o suprafață de 201 ha, integral pe uscat.

## Localizare
Centrul sitului Kivineva-Karhukangas este situat la coordonatele 63°16′05″N 25°22′36″E / 63.2681°N 25.3767°E.

## Înființare
Situl Kivineva-Karhukangas a fost declarat sit de importanță comunitară în august 1998 pentru a proteja 2 specii de animale. Situl a fost protejat și ca arie specială de conservare în aprilie 2015.

## Biodiversitate
Situată în ecoregiunea boreală, aria protejată conține 6 habitate naturale: Cursuri de apă de la nivel de câmpie la nivel montan, cu vegetație Ranunculion fluitantis și Callitricho-Batrachion, Mlaștini alcaline, Turbării Aapa, Pante stâncoase silicioase cu vegetație casmofită, Taiga vestică, Mlaștini împădurite.
La baza desemnării sitului se află mai multe specii protejate:
- mamifere (1): Rangifer tarandus fennicus
- nevertebrate (1): Pytho kolwensis

Pe lângă speciile protejate, pe teritoriul sitului au mai fost identificate 20 de specii de plante, 1 specie de păsări, 6 specii de nevertebrate, 17 specii de pești.